# Candy (film, 2006)
Pour les articles homonymes, voir Candy.
Candy est un film australien réalisé par Neil Armfield (en), sorti en 2006.

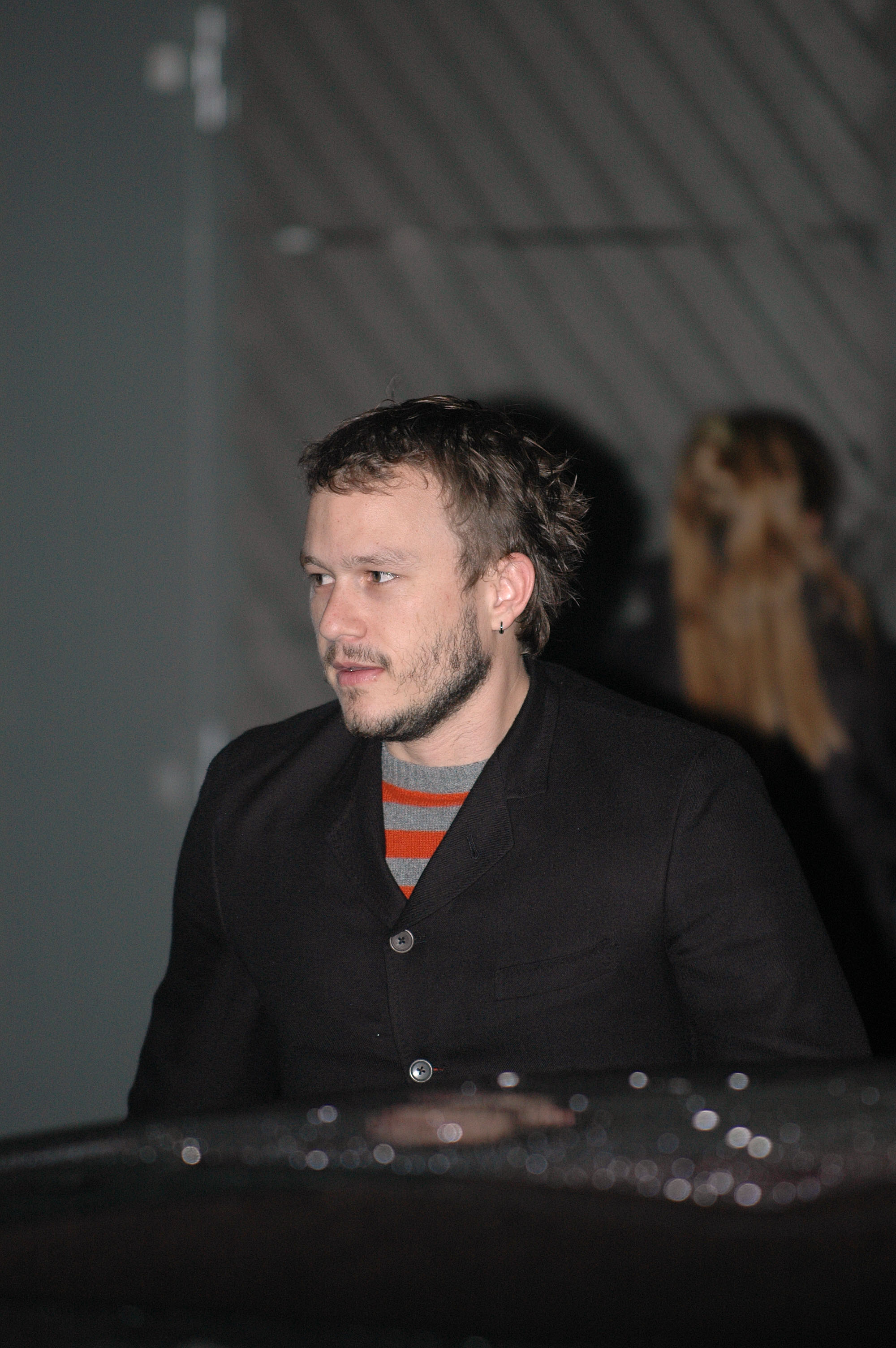
Heath Ledger à la Berlinale 2006 pour le film.

Il s'agit d'un drame romantique adapté du roman du même titre par Luke Davies.

## Synopsis
Un poète et une étudiante en art, Dan et Candy, vivent une histoire d'amour sauvage et passionnée, mais leur dépendance commune à l'héroïne menace de tout détruire.

## Fiche technique
- Réalisation : Neil Armfield (en)
- Scénario : Neil Armfield d'après une nouvelle de Luke Davies

## Distribution
- Heath Ledger : Dan
- Abbie Cornish : Candy
- Geoffrey Rush : Casper

## Autour du film
- La scène d'ouverture, où l'on voit Dan et Candy dans la centrifugeuse, évoque celle du film Les Quatre Cents Coups de François Truffaut.
- Pour se préparer à leurs rôles, les deux comédiens se sont rendus au NUAOA (Narcotics Users Association of Australia). Un héroïnomane leur y a appris à utiliser une seringue, en utilisant une prothèse[1].
- Heath Ledger dit avoir souhaité tourner ce film entre autres parce qu'il lui permettait de travailler à nouveau en Australie, mais aussi parce que son script était le meilleur disponible à l'époque[1].
- Le film s'ouvre sur une reprise de Song to the Siren de Tim Buckley par Paula Arundell (en). À la fin du film, on entend la version originale de Tim Buckley.

## Article annexe
- Psychotrope au cinéma et à la télévision